# Trois-six
 (juin 2012).
Si vous disposez d'ouvrages ou d'articles de référence ou si vous connaissez des sites web de qualité traitant du thème abordé ici, merci de compléter l'article en donnant les références utiles à sa vérifiabilité et en les liant à la section « Notes et références ».
Le Trois-six est une eau-de-vie fabriquée en Normandie, portant ce nom pour signifier « trois mesures d'alcool et trois mesures d'eau ».
Cet alcool faisait l'objet d'un trafic de contrebande dans les îles Anglo-Normandes, en particulier aux Écréhou.
On l’appelait également « Preuve de Hollande » et elle titrait 19° Cartier. 

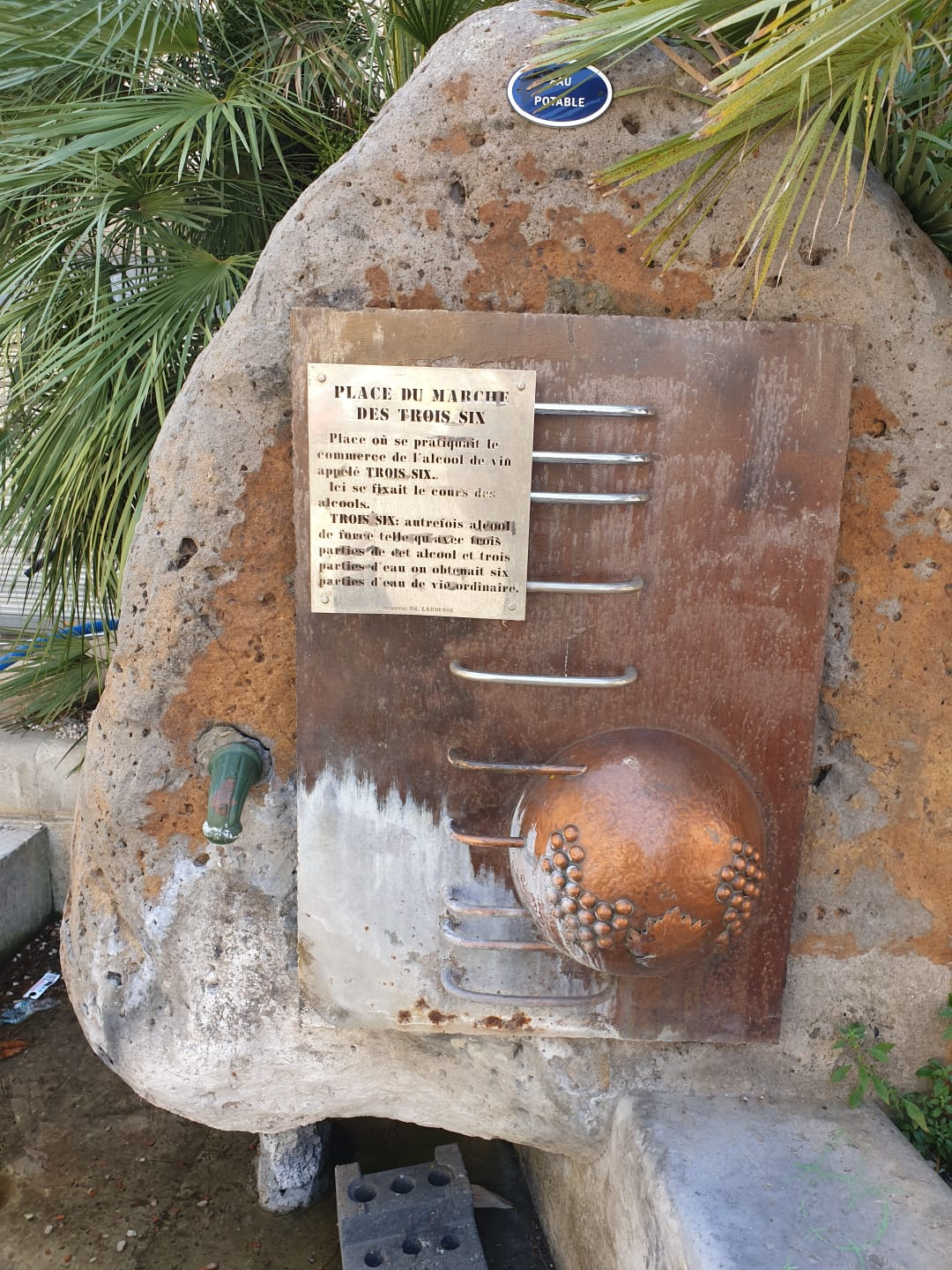
Fontaine de la Place du Marché du Trois-Six de Pézenas (34120)

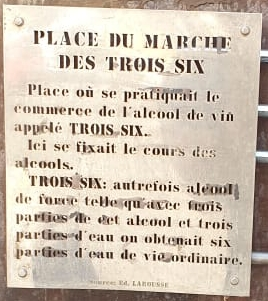
Texte Fontaine de la Place du Marché du Trois-Six de Pézenas (34120)

Cet alcool est aussi produit par les producteurs de vin dans la région du Languedoc probablement depuis le début du XX° Siècle. Les caves coopératives le distribuaient aux producteurs récoltants au prorata de leur apport en raisin. Ils recevaient leur quote-part de cet alcool chaque année en Dame-jeanne de 5 à 20 litres.
Le « Trois-Six » était un alcool à 95 / 96° issu de la distillation du marc de raisin.
Cet alcool servait de base pour la réalisation d'apéritifs, comme le kina (apéritif à base de Quinquina et d'écorces d'orange) ou pour conserver des fruits ou faire des liqueurs comme la "Liqueur des Iles".
Il servait aussi de base en macération avec des fleurs de thym, pour faire un digestif pur à prendre sur un sucre pour la digestion. Ou bien en liqueur de thym après ajout de sirop de sucre.
Sur la "Place du Marché du Trois-Six" de la  ville de Pézenas, se trouve une fontaine commémorative de cet alcool.

## Histoire
Au XIXe mais aussi au début du XXe siècle, le trois-six était vendu sur les places publiques dont certaines en ont gardé le nom, le « trois/six » (92 à 95 degrés) et la fine (65 à 70 degrés).
Le prix de vente n'était pas le même pour les deux alcools. Pour vérifier que c'était bien des barriques de trois/six que l'acheteur avait devant lui, il faisait le mélange 3/6e. Le degré du mélange était alors de 45° et il devait s'enflammer, ce qui n'était pas le cas pour la fine, qui ne titrait plus alors que 35°. Cette opération était faite sur place, à une époque où les alcoomètres n'existaient pas.

## Sources et Références
1. ↑  Histoire des Minquiers et des Écréhou